# Thánh thất Cầu Kho
Thánh thất Cầu Kho, tiền thân của Nam Thành Thánh thất ngày nay, được nhiều tài liệu xem là Thánh thất đầu tiên của đạo Cao Đài. Nguyên thủy, Thánh thất Cầu Kho là địa điểm hành đạo của các tín đồ Cao Đài đầu tiên tại số 42 đường Général Leman, Sài Gòn (nay là số 102 Trần Đình Xu, góc đường Cao Bá Nhạ, Quận 1, Thành phố Hồ Chí Minh), tại vùng Cầu Kho; về sau được tái lập lại tại địa chỉ số 122-124-126-128 đường Général Marchand, Sài Gòn (nay là số 124-126 Nguyễn Cư Trinh, phường Nguyễn Cư Trinh, Quận 1, Thành phố Hồ Chí Minh).

## Hình thành
Theo tài liệu "Đại Đạo căn nguyên" của ông Nguyễn Trung Hậu biên soạn thì:
| “                                                                                            | Nguyên ban đầu, mấy ông Trung, Kỳ, Cư, Tắc, Sang, Hậu, Đức, Bản, Giảng mỗi đêm đều tựu lại khi ở nhà ông Trung (Rue Testard Cholon), khi ở nhà ông Cư (Rue Bourdais Saigon), khi ở nhà ông Bản (Cầukho) để cầu Thượng đế giáng cơ dạy Đạo. Mà hễ mỗi lần có chư nhu đến xin nhập môn, Thượng đế lại dạy phải đến Đại đàn Cầu kho. Vì vậy mà nhà ông Bản thành ra một cái đàn lệ, rồi gọi là Tiểu Thánh thất, Thánh thất Cầu kho ban đầu rất chật hẹp: Đồ đạc thiếu trước hụt sau, vị chủ nhà lúc bấy giờ đương ở trong vòng bẩn chật, không đủ sức sắm đồ vật để thờ cho xứng đáng. Bàn thờ chỉ là một cái ghế nho nhỏ bằng cây dá tị. "Thiên nhãn" chỉ vẽ trong một mảnh giấy cao cao chừng ba tấc, ngang độ hai tấc tây. Chiếu đệm cũng không đủ trải mà lạy. Tình cảnh tuy nghèo, mà mấy chục bổn đạo mới không hổ, cứ mỗi đêm thứ bảy là đến hầu đàn. Không bao lâu lại được nhiều vị đạo tâm lo sửa sang Thánh thất lại mới có chút vẻ vang: Quan phủ Vương Quan Kỳ lo chưởng quản việc cúng tế trong đàn và thuyết đạo, ông Đoàn Văn Bản, ông Nguyễn Trung Hậu, ông Tuyết Tấn Thành và ông Lê Thế Vĩnh lo sửa soạn dọn dẹp nơi Thất cho có trang nghi. Ông Lê Văn Giảng, ông giáo Hiến cùng một ít đạo hữu nữa lo sắm đồ đạc lặt vặt trong Thất..." | ” |
| — Nguyễn Trung Hậu, Đại Đạo Căn Nguyên. Ấn bản của Thánh thất An Hội, Bến Tre, 1957. Tr. 22. | |   |

## Khai mở nên đạo mới
Số lượng tín đồ nhanh chóng phát triển. Từ Thánh thất Cầu Kho, trong một thời gian ngắn, các tín đồ Cao Đài đã phát triển thêm 5 đàn lệ nữa, phát triển số lượng tín đồ lên đến hơn 200 người. Nhu cầu thành lập một tổ chức tôn giáo mới hình thành.
Và, 23-8 Bính Dần (29-9-1926) đến 23-8 Mậu Thìn (1928) hằng năm đều được các vị Tiền bối Khai Đạo tổ chức Kỷ niệm Ngày Lịch sử Đại hội đầu tiên của Đạo Cao Đài. Dù đã bắt đầu xây dựng Đền Thánh Tây Ninh tạm, hằng năm Đức Đầu sư Thượng Trung Nhựt cùng các vị Tiền bối Hiệp Thiên đài và Cửu Trùng đài đều trở về nhà cụ Nguyễn Văn Tường hay Thánh thất Cầu Kho để làm lễ Kỷ niệm.   
Vào năm 1941 tại Thánh thất Cầu Kho việc hành lễ và cúng bái ngày đêm rất tấp nập, đông đảo, bổn đạo ngày càng phát triển nhanh, các nơi tề tựu về như ngày Giỗ Hội và đã nhập môn theo Đạo ngoài dự tính của các vị Tiền bối. Vì vậy chính quyền thực dân Pháp đã tỏ ra lo ngại và cho giải tỏa cái nôi khai sinh mối Đạo Trời. Mặc dù Thánh thất Cầu Kho không còn nhưng đến ngày 23-8 âm lịch mọi Tín hữu tề tựu tại nhà Cụ Nguyễn Văn Phùng (số 7 & 7 bis đường General Leman, Sài Gòn 2) để tổ chức lễ kỷ niệm.
Đến năm 1945, ông Nguyễn Văn Phùng hiệp cùng ông Phan Thanh mời các Tiền bối, Tiền hiền Khai Đạo họp tại nhà số 7 đường Cao Bá Nhạ, Quận 1, Sài Gòn (nhà ông Phùng), quyết tâm xây dựng lại Thánh thất Cầu Kho.
Việc xây dựng đến cuối năm 1948 tạm xong. Ngày 30-10-1948, Đức Quan Thánh Đế Quân giáng cơ đặt tên là Nam Thành Thánh thất.
Ngày 6-3 năm Mậu Tý (11-04-2008), ông Nguyễn Hữu Nhơn (Chí Đạt) cùng một số Đạo tâm đã xây dựng mới, đến nay hoàn thiện với Tổng kinh phí gần 10 tỷ đồng. Địa chỉ: 124-126 Nguyễn Cư Trinh, Phường Nguyễn Cư Trinh, Quận 1, Thành phố Hồ Chí Minh .